# Blue Mountains nationalpark
Blue Mountains nationalpark är en nationalpark i Australien. Den ligger i kommunen Blue Mountains och delstaten New South Wales, i den sydöstra delen av landet väster om Penrith.
Närmaste större samhälle är Katoomba, omkring 18 kilometer sydväst om Blue Mountains National Park. 
I Blue Mountains nationalpark växer i huvudsak städsegrön lövskog med träd av eukalyptussläktet.